# Remingtonocetidae
Remingtonocetidae su raznolika porodica izumrlih ranih vodenih sisavaca iz reda Cetacea, koji su bili endemični za obalne prostore drevnog oceana Tetis (današnji Pakistan i Indija) u periodu eocena. Živjeli su u razdoblju između 55,8 i 48,6 milijuna godina, što znači da su postojali 7,2 milijuna godina. Naziv porodice potječe od roda Remingtonocetus, koji je dobio ime po paleocetologu Remingtonu Kelloggu.

## Opis
Remingtonocetidi su imali duge i uske lubanje s nosnim otvorima na prednjem dijelu lubanje. Očne šupljine bile su malene. U ustima su imali konveksno nepce i ne sasvim spojenu čeljusnu simfizu (symphysis mandibulae). Njihova zubna formula glasila je 3.1.4.3|3.1.4.3. Prednji zubi bili su mediolateralno spljošteni, što ih je činilo sličnim zubima morskih pasa.
Što se tiče postkranijalnog kostura, vratni su kralješci bili su relativno dugi, a križna kost se sastojala od četiri kralježka, od kojih su barem tri srasla. Acetabularni usjek (Incisura acetabuli) bio je uzak ili zatvoren, a na zaobljenom dijelu bedrene kosti (caput femoris) fovea capitis femoris nije postojala.
Ostaci kostiju glave su česti, s iznimkom zuba, koji se rijetko očuvaju. Morfologija postkranijalnog kostura u potpunosti se temelji na jednom primjerku roda Kutchicetus, koji je bio malen i imao duga i mišićava leđa i rep. Moguće je da su remintonocetidi plivali kao južnoamerička divovska vidra, koja se kroz vodu kreće pomoću svog dugog, spljoštenog repa.
S dugim i niskim tijelima, relativno kratkim udovima i izduženim kljunom, remingtonocetidi su izgledali kao sisavci krokodili više nego Ambulocetus. Mogli su i hodati na kopnu i plivati u vodi, te su najvjerojatnije živjeli u obalnim staništima. Barem jedan rod (Dalanistes) hranio se morskim životinjama.
Ostaci remingtonocetida se često mogu naći s ostacima somova i krokodila, kao i kitova protocetida i morskih krava. Vjerojatno nisu bili ovisni o izvorima slatke vode.

## Taksonomija
Porodicu Remingtonocetidae osnovali su Kumar i Sahni 1986.. Uhen 2010. je smatrao da je ona monofiletična. Benton 1993. ju je priključilo skupini Odontoceti; Mitchell 1989. i Rice 1998. su je priključili skupini Remingtonocetoidea; Bianucci i Landini 2007. su je priključili podredu Archaeoceti; Kumar i Sahni 1986., Fordyce i Barnes 1994., Fordyce, Barnes i Miyazaki 1995., McKenna i Bell 1997., Fordyce i Muizon 2001., Gingerich et al. 2001., Fordyce 2003., Geisler i Sanders 2003. i McLeod i Barnes 2008. su je također pridružili istom podredu; i na kraju, Thewissen, Williams i Hussain 2001., Uhen 2010. i Thewissen i Bajpai 2009. su je priključili redu Cetacea.

## Rodovi
- Remingtonocetus (tipična) (Kumar i Sahni 1986.)
- Andrewsiphius (Sahni i Mishra 1975.)
- Attockicetus (Kumar i Sahni 1986.), najstariji rod[3]
- Dalanistes (Gingerich, Arif i Clyde 1995.)
- Kutchicetus (Thewissen i Hussain 2000.)